# Madison Sołow
Madison Sarah Sołow (* 30. Mai 1992 in Toronto, Ontario) ist eine kanadisch-polnische Fußballspielerin.

## Leben
Sołow besuchte ein Jahr lang die Vaughan Road Academy im Torontoer Stadtbezirk York, bevor sie 2005 nach Florida ging. Nach ihrem High-School-Abschluss an der IMG Academy High School in Bradenton schrieb sie sich 2010 an der University of Florida im Bereich Sozial- und Verhaltenswissenschaften ein, bevor sie 2011 an die University of California, Irvine wechselte, wo sie drei Jahre lang Kriminologie, Recht und Gesellschaft studierte. In den Semesterferien 2011 arbeitete sie als Englischlehrerin für die gemeinnützigen Organisation Generation Joy in KwaZulu-Natal (Südafrika). 2015 verließ Sołow Nordamerika und ging nach Island und Italien, wo sie ab September 2016 neben ihrer Fußballkarriere als Englischlehrerin an der Green School in Verona arbeitete.

### Karriere
Sołow startete ihre Karriere im National Training Centre Ontario (NTCO) in Toronto, bevor sie mit 13 Jahren in die USA ging und für drei Jahre für die IMG Soccer Academy auflief. Anschließend spielte sie von 2009 bis 2010 mit ihrer Landsfrau Nicole Hill für den Sereno Soccer Club in Arizona. Daneben spielte sie 2005 ein halbes Jahr für die Vaughan Road Vipers, dem Frauenfußballteam der Vaughan Road Academy, und vier Jahre für die IMG Ancestors, dem Frauenfußballteam der IMG Academy High School in Florida. Sołow spielte nach ihrem High-School-Abschluss für die Florida Gators und zwischen 2011 und 2014 drei Jahre für die UC Anteaters, wo sie in den Semesterferien 2013 für ANB Futbol und Young Gunners FC in der Toronto Outdoor Soccer League auflief. In den Semesterferien 2014 spielte sie zuerst für die Toronto Lady Lynx und anschließend von Juni bis August für FC Smokey in der Downsview Park Adult Soccer League. Nach dem Uni-Abschluss 2014 wechselte sie im April 2015 aus Nordamerika nach Island zu Þróttur Reykjavík und kam bis September 2015 zu 11 Einsätzen in der Pepsi-deild kvenna. Am 18. September 2015 wechselte sie aus Island in die italienische Serie B zu Fimauto Valpolicella SSD und erreichte mit ihm 2016/2017 den Sieg in der Gruppe und damit den direkten Aufstieg in die höchste Italienische Frauenliga Serie A. Am 29. September 2017 unterschrieb Sołow einen erneuten Zweijahresvertrag mit Valpolicella. Am 16. August 2018 unterschrieb Sołow in der Schweiz beim FC Basel. Seit der Saison 2021/2022 spielt Sołow beim spanischen DUX Logroño in der ersten spanischen Damenliga (Primera Federación).

### International
Sołow wurde 2009 in Kanadas U-17 Nationalmannschaft berufen. Im Mai 2009 erhielt sie ihre erste Nomination für die Mannschaft Kanadas unter Carolina Morace für ein Sichtungscamp in Toronto. Ein Jahr später kam Sołow für die kanadische U-18 Auswahlmannschaft beim U-18 Camp in Alliston, Ontario in zwei Freundschaftsspielen zum Einsatz. Anschließend wechselte sie im Sommer 2015 in den polnischen Verband und wurde am 17. Juli 2015 für die Polnische Fußballnationalmannschaft der Frauen für den Balaton Cup nominiert. Sie feierte ihr Debüt am 5. August 2015 für Polen im Finale des Balaton-Cups gegen die Slowakische Fußballnationalmannschaft der Frauen. Am 22. Oktober 2015 folgte ein weiteres Spiel in der WM-Qualifikation 2015, ebenfalls gegen die Slowakei, wo sie in der Nachspielzeit für Katarzyna Daleszczyk eingewechselt wurde.

### Als Trainerin
Sołow arbeitete von Mai 2007 bis Mai 2010 als Jugendtrainerin (6- bis 17-Jährige) für die in Toronto ansässige Andriene Serioux Academy.